# Open Journal Systems
Open Journal Systems (OJS) è un software open source per la gestione di riviste scientifiche elettroniche.
Garantisce un'elevata visibilità in rete ai periodici grazie alla conformità OAI-PMH.
OJS consente la creazione e la gestione di un sito web per la pubblicazione elettronica di uno o più periodici e, a seconda del livello di autorizzazione (utente generico, sottoscrittore, autore, revisore, curatore, editore), l'accesso al materiale pubblicato, alla gestione del flusso redazionale e alle interfacce per la manutenzione del sito.
OJS è stato sviluppato dal Public Knowledge Project ed è rilasciato con una licenza GPL v2.

## Uso
Il Public Knowledge Project collabora intensamente con International Network for the Availability of Scientific Publications (INASP) per sviluppare portali per la diffusione della ricerca accademica in Africa, Bangladesh, Nepal, and Vietnam.
OJS, insieme al sistema di pubblicazione Érudit, è utilizzato nel progetto Synergies, per creare un portale per la ricerca scientifica in scienze umane e sociali in Canada. OJS è stato anche utilizzato per portali della ricerca in Brasile, Catalogna, Spagna e Italia.
Si stima che a fine 2020 OJS venga utilizzato da oltre 10.000 riviste in tutto il mondo